# Gratia ter Haar
Pater Gratia ter Haar o.s.a. (Zenderen, gemeente Borne, 1 maart 1894 - Eindhoven, 24 oktober 1978) was de grondlegger van het Nederlands Schriftelijk Studiecentrum Culemborg.

## Leven en werk
Ter Haar werd in 1894 in het Overijsselse Zenderen geboren als Johannes Hermannus ter Haar, zoon van de landbouwer Johannes ter Haar en van Hendrika Timmers. Hij deed in 1913 zijn intrede in de Augustijnenorde en ontving zijn priesterwijding in mei 1918. Van 1946 tot 1960 heeft hij het Studiecentrum Culemborg opgebouwd en geleid. Tevoren was hij leraar klassieke talen in Eindhoven en Haarlem. Van 1960 tot 1964 was hij pastoor te Gellicum. Hij werd in 1958 benoemd tot officier in de Orde van Oranje-Nassau. Ook was hij ereburger van de gemeente Culemborg. Hij overleed in 1978 op 84-jarige leeftijd in het Augustinianum te Eindhoven.

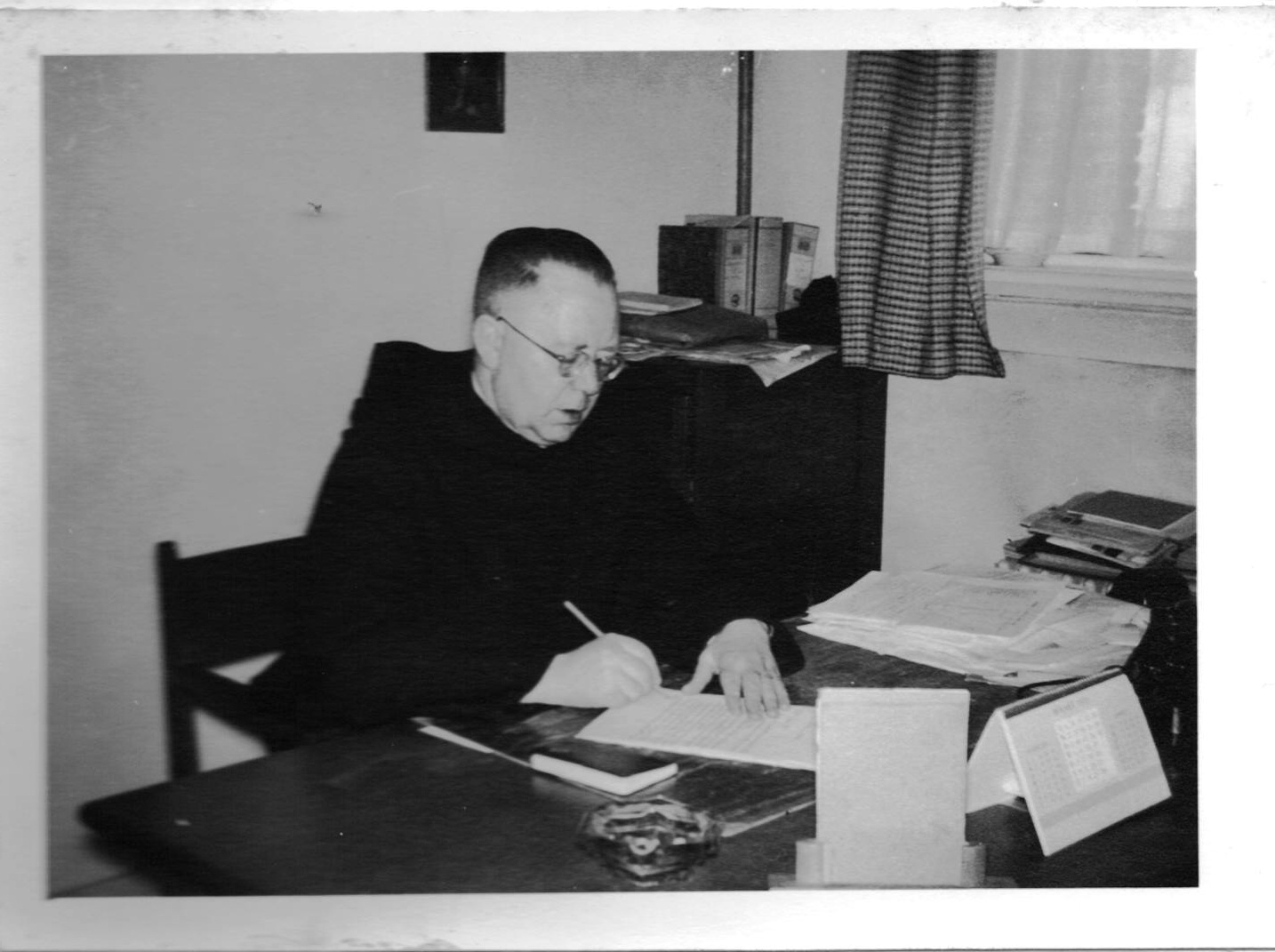
Ter Haar aan het werk
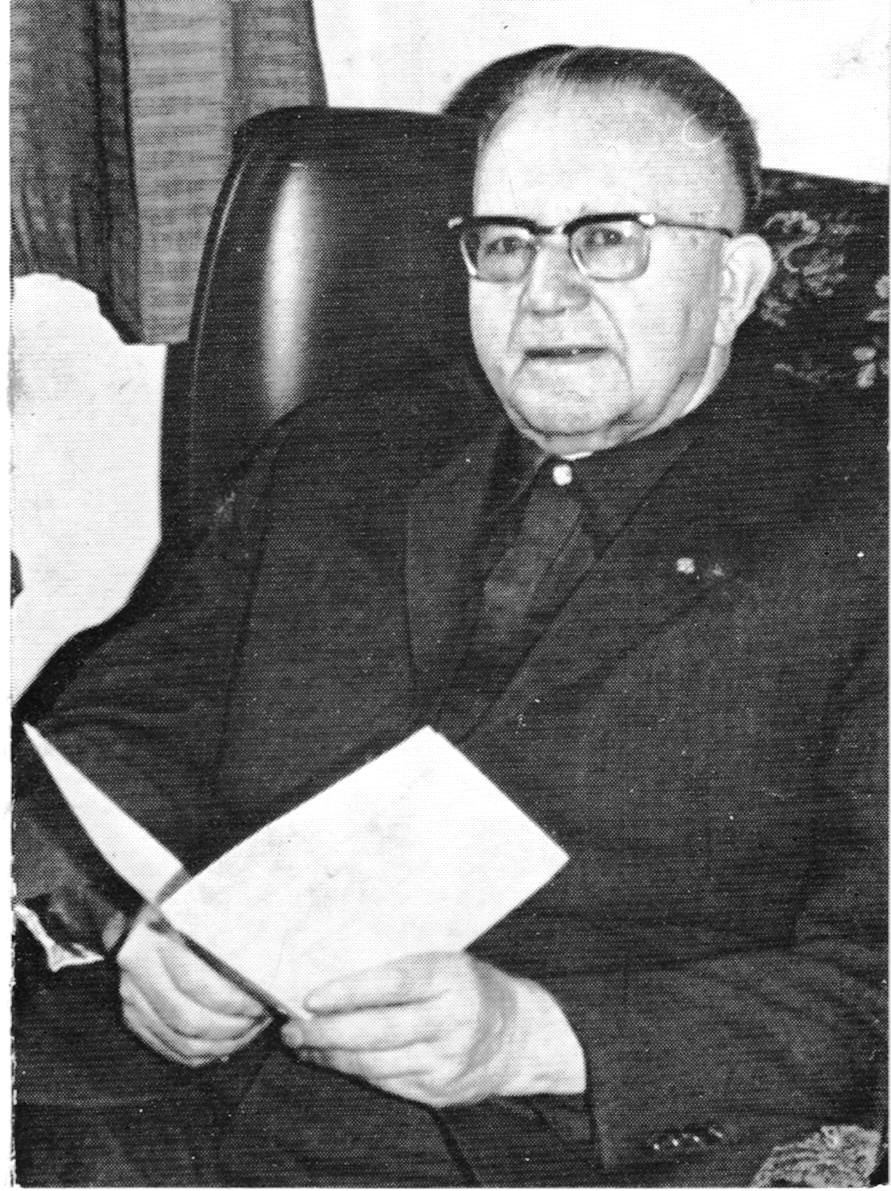
Ter Haar op latere leeftijd